# Catedral de San Marón (Buenos Aires)
La Catedral de San Marón o Catedral Católica Maronita de Buenos Aires es un edificio religioso de la Iglesia católica ubicado en la calle Paraguay 834, en la Ciudad Autónoma de Buenos Aires, Argentina. No debe confundirse con la catedral metropolitana de rito latino de la Santísima Trinidad, la Catedral del Obispado castrense también de rito latino o la Catedral católica Armenia de Nuestra Señora de Narek, todas en la ciudad de Buenos Aires.
En sus inicios, en 1905, el templo era una capilla junto a una escuela. Su edificio actual fue inaugurado en 2001. La congregación sigue el rito maronita o tradición litúrgica antioqueña y es la sede de la eparquía maronita de San Charbel en Buenos Aires, (Eparchia Sancti Sarbelii Bonaërensis Maronitarum) que fue establecida por el papa Juan Pablo II en octubre de 1990.
Actualmente es sede vacante pues no tiene obispo responsable. Su administrador apostólico es el sacerdote Habib Chamieh.